# Osiedle Kostrzyńska
Osiedle Kostrzyńska – osiedle położone w południowej części Pobiedzisk, znajduje się na wschód od osiedla Probostwa.